# Golfo Moro
El golfo Moro es un golfo del mar de Célebes localizado en la isla de Mindanao, en las Filipinas. Está limitado por la península de Zamboanga y por la parte central de Mindanao. La bahía Sibuguey y a bahía Illana son sus importantes divisiones. La ciudad de Zamboanga es la ciudad portuaria más importante en su costa. La ciudad de Cotabato, en la costa del este, es otro puerto importante.
El golfo de Moro es también un área de actividad tectónica significante con varias zonas de fallas en la región capaces de producir terremotos importantes y tsunamis locales destructivos, tales como el devastador terremoto del Golfo de Moro de 1976 que mató a más de 5.000 personas y dejó más de 90.000 personas desabrigadas cuando alcanzó la costa de Mindanao.
El 23 de julio de 2010 en las 22:08h, un terremoto de magnitud de 7,3, con un epicentro en el golfo Moro, alcanzó Mindanao. Este fue rápidamente seguido por dos terremotos de magnitud 7,6 y 7,4.